# Andahuaylas (provincie)
Andahuaylas is de op een na grootste van de zeven provincies in de regio Apurímac in Peru. De provincie heeft een oppervlakte van 3.987 km² en heeft 168.056 inwoners (2015). De hoofdplaats van de provincie is het district Andahuaylas; drie van de negentien districten vormen samen de stad (ciudad) Andahuaylas.
De provincie grenst in het noorden aan de regio Ayacucho en de provincie Chincheros, in het oosten aan de provincies Abancay en Aymaraes, in het zuiden en het westen aan de regio Ayacucho.

## Bestuurlijke indeling
De provincie is onderverdeeld in twintig districten, UBIGEO tussen haakjes:
- (030201) Andahuaylas, hoofdplaats van de provincie en deel van de stad (ciudad) Andahuaylas
- (030202) Andarapa
- (030203) Chiara
- (030204) Huancarama
- (030205) Huancaray
- (030206) Huayana
- (030220) José María Arguedas
- (030219) Kaquiabamba
- (030207) Kishuara
- (030208) Pacobamba
- (030209) Pacucha
- (030210) Pampachiri
- (030211) Pomacocha
- (030212) San Antonio de Cachi
- (030213) San Jerónimo, deel van de stad (ciudad) Andahuaylas
- (030214) San Miguel de Chaccrapampa
- (030215) Santa María de Chicmo
- (030216) Talavera, deel van de stad (ciudad) Andahuaylas
- (030217) Tumay Huaraca
- (030218) Turpo

Abancay · Andahuaylas · Antabamba · Aymaraes · Chincheros · Cotabambas · Grau